# Pfarrkirche Rennweg

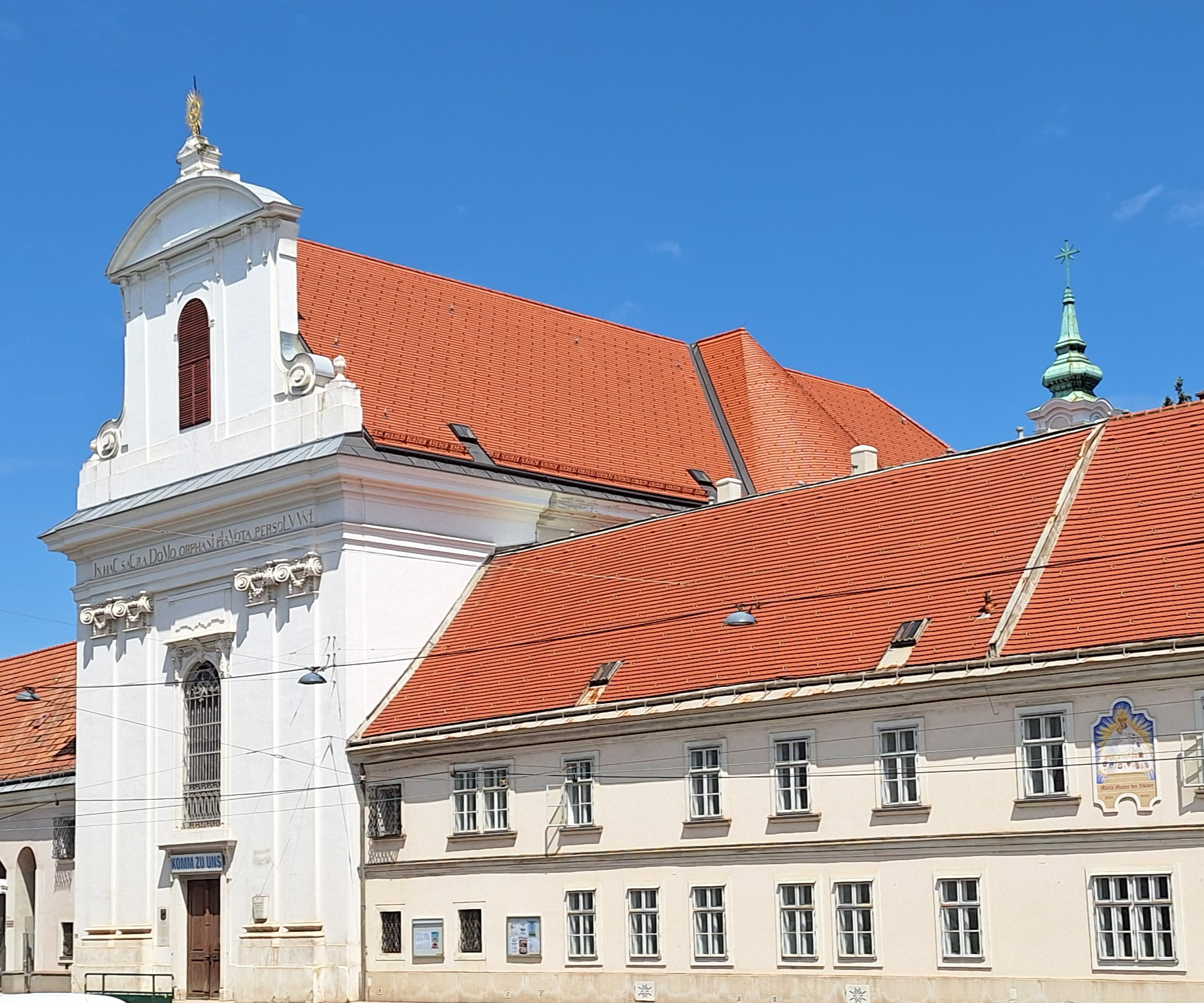
Pfarrkirche Maria Geburt – Waisenhauskirche Wien

Die Pfarrkirche Maria Geburt (im Volksmund auch: Waisenhauskirche) ist eine römisch-katholische Kirche im 3. Wiener Gemeindebezirk Landstraße bei Rennweg 91. Die Pfarrkirche Mariä Geburt ist seit 1. Oktober 2017 die Pfarrkirche der Pfarre Maria-Drei-Kirchen im Stadtdekanat 3 im Vikariat Wien Stadt der Erzdiözese Wien. Die Kirche steht unter Denkmalschutz (Listeneintrag). Sie war die Kirche des ehemaligen Waisenhauses am Rennweg, woher ihr geläufiger Name Waisenhauskirche stammt.

## Geschichte
Bereits im Jahre 1267 wurde auf dem Areal der Teilgemeinde Maria Geburt durch Mitglieder des Lazarus-Orden eine Kapelle dem heiligen Lazarus geweiht, die zum Siechenhaus Sankt Marx gehörte. Nachdem bei Angriffen während der Türkenkriege in den Jahren 1529 und 1683 die Anlage zweimal zerstört worden war, kaufte die Kaiserin Maria Theresia 1762 das gesamte Areal des Waisenhaus am Rennweg auf und schenkte es dem damaligen Waisenhaus für „ewige Zeiten“. Die Leitung des Waisenhauses wurde dem Jesuiten Ignaz Parhamer übertragen. Dieser war der Beichtvater von Franz I. Stephan, dem Gemahl von Maria Theresia.
Im Jahre 1768 wurde die Waisenhauskirche Mariä Geburt nach den Plänen des Architekten Thaddäus Karner durch Baumeister Leopold Grossmann errichtet. Die Einweihung erfolgte am 7. Dezember 1768 durch Fürsterzbischof Kardinal Christoph Anton Graf Migazzi in Anwesenheit der Kaiserin Maria Theresia. Eigens für diesen Anlass komponierte Wolfgang Amadeus Mozart eine feierliche Messe, vermutlich die Messe in c-Moll KV 139, die mit der Einweihung zur Uraufführung kam, denn er „dirigierte als ein zwölfjähriger Knabe diese feyerliche Musik in Gegenwart des kaiserlichen Hofes“.
Im Jahre 1770 wurde die Kirche auf das Patrozinium Mariä Geburt geweiht. Nach Auflassung der Wiener Bürgerspitalkirche wurde der Leichnam des Freiherrn Richthausen von Chaos, Gründer der Chaos’schen Stiftung, in die Waisenhauskirche am Rennweg überführt.
Am 11. April 1782 besuchte Pius VI. anlässlich seiner Reise zum Kaiser Joseph II. die Waisenhauskirche zu einem Gebet. Eine Gedenktafel aus rotem Marmor erinnert im Altarraum an dieses Ereignis.

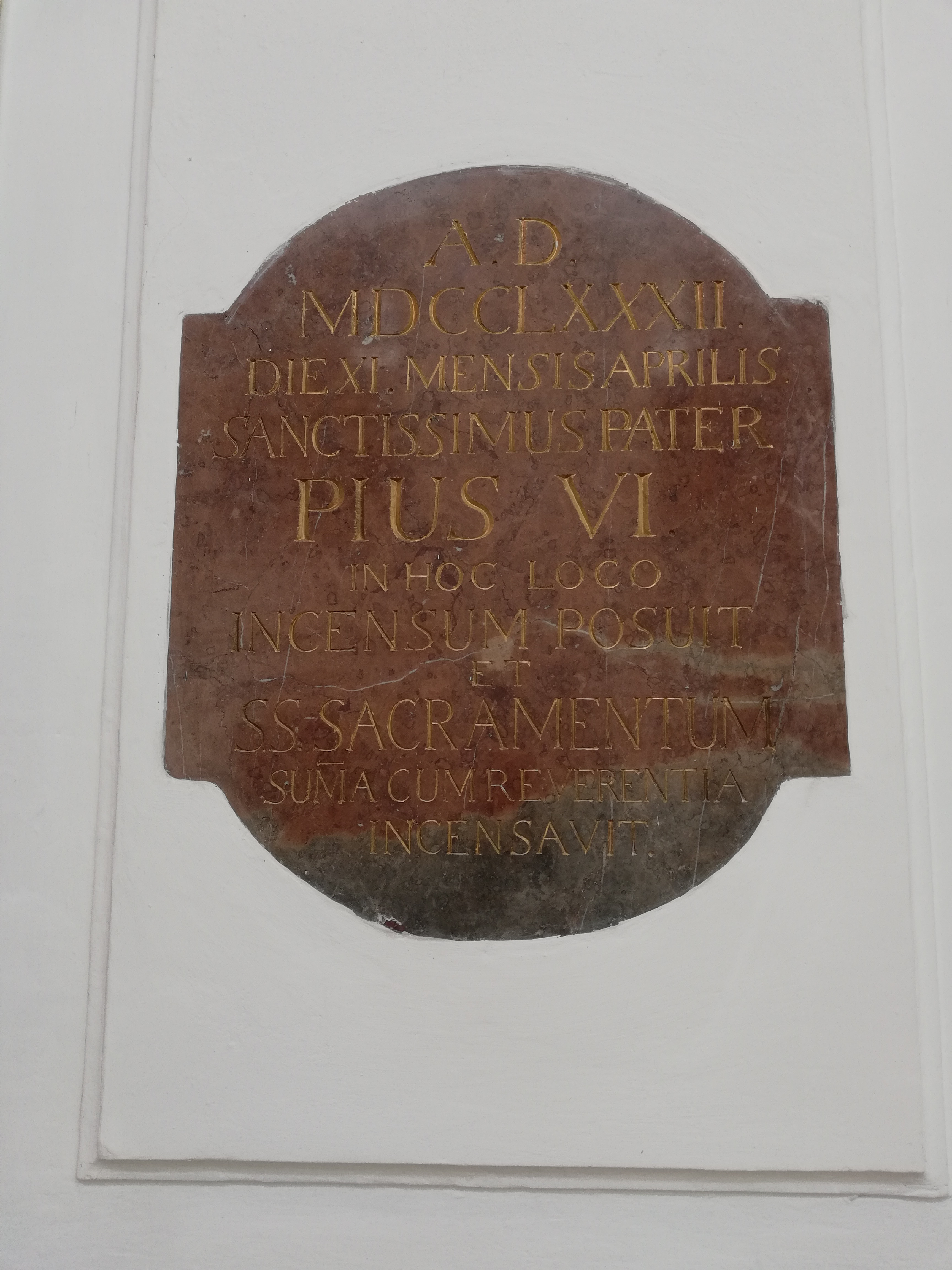
Gedenktafel an den Kirchenbesuch von Papst Pius VI. im Jahre 1782

Im Jahre 1783 wurde die Waisenhauskirche zur Pfarrkirche erhoben. Nach Verlegung des Waisenhauses vom Rennweg auf den Alsergrund verlor die Kirche 1785 ihre Funktion als Waisenhauskirche. Sie erhielt jedoch den Status einer Garnisonkirche, nachdem man das ehemalige Waisenhaus 1797 zu einer Artilleriekaserne adaptierte.
Im Jahr 1869 wurde die Kirche „einer nothwendigen Renovirung unterzogen“.
1977 überließ Kardinal Franz König der 1968 als einer Pia unio wiederbegründeten Vereinigung der Ritter des Heiligen Lazarus zu Jerusalem – Großpriorat von Österreich die Waisenhauskirche als Ordenskirche.
Am 1. Oktober 2017 wurde die Pfarre um das Gebiet der ehemaligen Pfarren An der Muttergotteskirche und Arsenal erweitert und in Maria-Drei-Kirchen umbenannt. Die Pfarrkirche Rennweg ist seither die Pfarrkirche der Pfarre Maria-Drei-Kirchen und die Kirche der Teilgemeinde Maria Geburt-Rennweg.

## Außenbau
Die Giebelfassade der Kirche erhebt sich zweigeschoßig zwischen den beiden niedrigen Trakten. Im Fries steht in goldenen Buchstaben die Inschrift „In haC saCra DoMo orphanI pIa Vota persoLVVnt ‚In diesem heiligen Haus verrichten die Waisenkinder ihre frommen Gebete‘“. Das darin enthaltene Chronogramm ergibt in römischen Ziffern das Baujahr 1768. Eine Gedenktafel mit dem Porträtrelief Wolfgang Amadeus Mozart neben dem Hauptportal erinnert an sein Wirken in der Waisenhauskirche.

## Innenraum

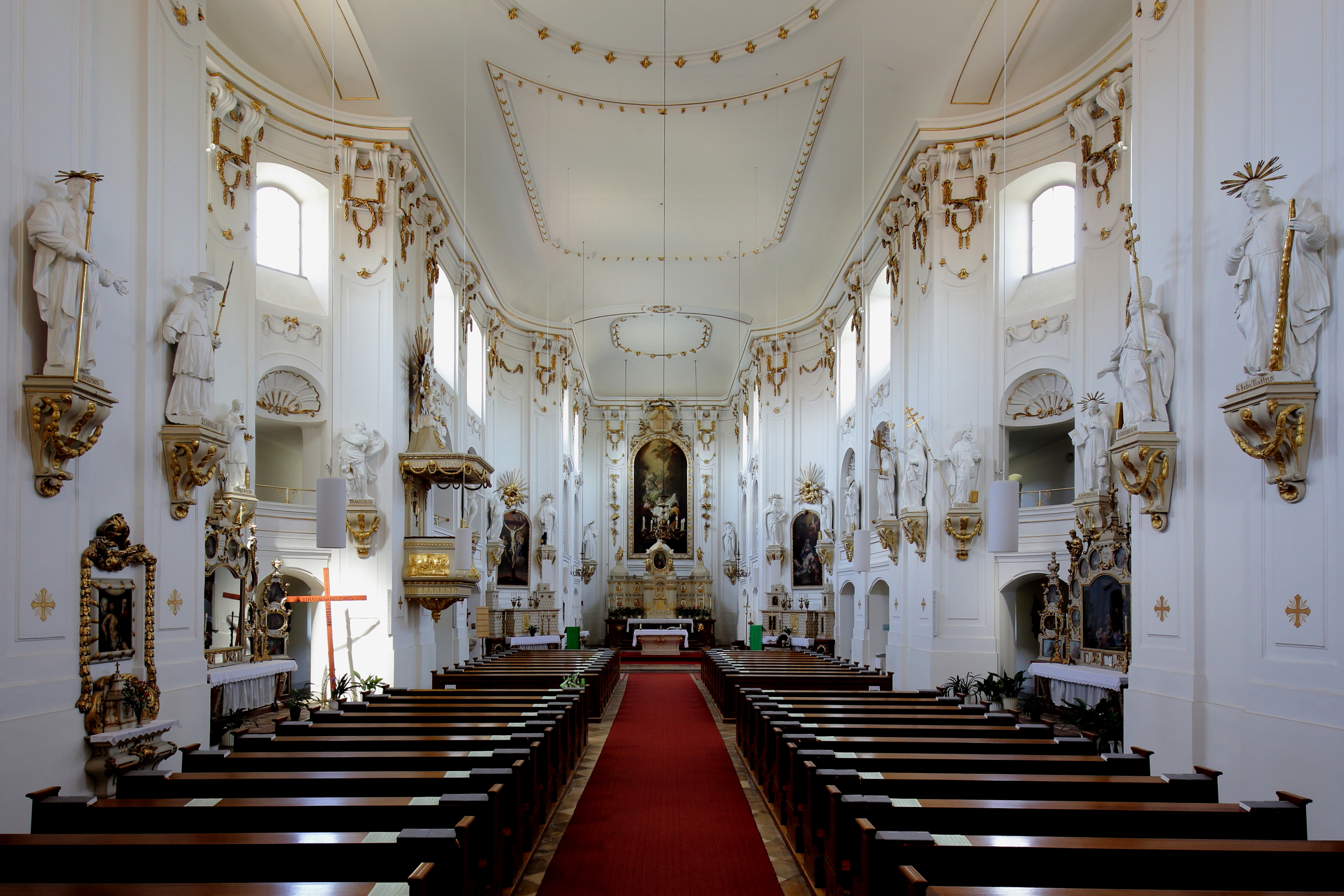
Innenansicht der Waisenhauskirche

Die Inneneinrichtung erfuhr erst 1774 ihre weitgehende Fertigstellung. Sie besticht durch ihre Helligkeit und ist in Weiß-Gold gehalten. Der Innenraum enthält Elemente des Spätbarock und Frühklassizismus. Der längsgestreckte Saal ist ca. 50 m lang, 15 m hoch und 12 m breit und wölbt sich kreuzförmig in zwei Seitennischen aus.
Die besondere Verbindung zwischen Kaiserhaus und Waisenhaus zeigt sich in der Schenkung des Brautkleides von Marie-Antoinette von Österreich-Lothringen an die Pfarre (1770). Aus diesem wurde anschließend eine kostbare Kasel geschneidert, die im Depot der Pfarre aufbewahrt wird.
Der Schädel des damaligen Direktors Ignaz Parhamer wird in einem Glasschrein aufbewahrt.

## Hochaltar
Der Hochaltar fügt sich nahtlos an die Wandgliederung an. Der Tabernakelaufbau wirkt dagegen ausdrucksstark. Auf diesem thront das Gnadenbild Maria, Zuflucht der Waisen. Die Statuen von Teresa von Ávila und Franz von Assisi flankieren den Hochaltar. Diese sind gleichzeitig die Namenspatrone des Kaiserpaares Maria Theresia und Franz I. Stephan (HRR).

## Kanzel
Die Kanzel aus dem Frühklassizismus von 1770 ist in klaren strengen Formen gehalten, während der ausgeschwungene Korb noch dem Barock entstammt. Das Relief an der Brüstung zeigt Jesus Christus beim Segnen der Kinder und Franz Xaver, der die Heiden tauft und den Armen predigt.
24 lebensgroße Heiligenfiguren in Weiß und Gold auf Höhe der Empore sind über den gesamten Kirchenraum verteilt.

## Orgel

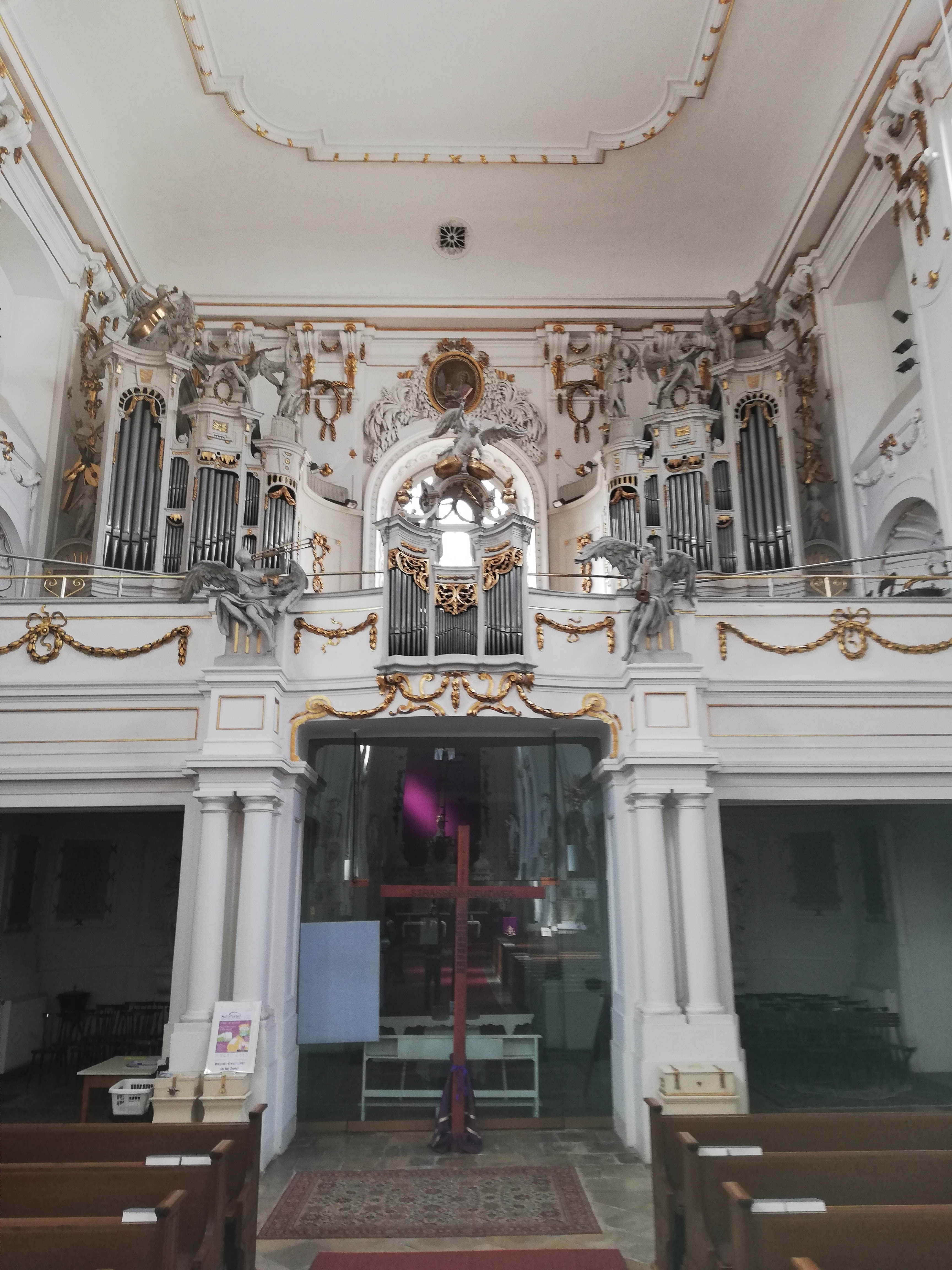
Portal und Orgel

Die reichgeschmückte Orgel nimmt die gesamte Empore ein und wurde vermutlich zwischen 1770 und 1774 vom Wiener Orgelbauer Franz Xaver Christoph erschaffen. Im Stil des Barock ist diese von zahlreichen Engeln umgeben. Über allem thront die Patronin der Kirchenmusik Cäcilia von Rom. Das rein mechanische Schleifladeninstrument wurde 1983 von Helmut Allgäuer restauriert.
| I Hauptwerk C–d3 |             |    |
| 1.               | Principal   | 8′ |
| 2.               | Waldfleten  | 8′ |
| 3.               | Octav       | 4′ |
| 4.               | Fleten      | 4′ |
| 5.               | Quint       | 3′ |
| 6.               | Sesquealtra |    |
| 7.               | Octav       | 2′ |
| 8.               | Mixtur      | 2′ |

| II Positiv C–d3 |           |    |
| 9.              | Copel 8′  |    |
| 10.             | Principal | 4′ |
| 11.             | Dulciana  | 4′ |
| 12.             | Fleten    | 4′ |
| 13.             | Octav     | 2′ |

| Pedal C–d1 |           |     |
| 14.        | Subbass   | 16′ |
| 15.        | Octavbass | 8′  |
| 16.        | Principal | 8′  |
| 17.        | Quint     | 6′  |
| 18.        | Cornet    | 4′  |

- Koppeln:  II – I (Manualschiebekoppel), I – Ped (als Tritt)